# Vallcebre
Vallcebre es un municipio de Cataluña, España. Pertenece a la provincia de Barcelona y se encuentra en la comarca del Bergadá. Aunque existe un pequeño núcleo de casas alrededor de la iglesia, la población está mayormente diseminada.

## Historia
El municipio aparece citado en el documento de consagración de la catedral de Urgel del año 839,en que aparece escrito como Balcebre. En el año 983 existía en el pueblo un castillo del que no queda ningún vestigio. La señoría estaba compartida por el abad de Bagá y por los barones de Peguera hasta que en el siglo XV pasó a formar parte de las posesiones de la familia Foix.

## Demografía
Vallcebre cuenta con una población de 271 habitantes (INE 2024).
| Gráfica de evolución demográfica de Vallcebre entre 1842 y 2021                                                       |
| |
| Población de derecho según los censos de población del INE. Población de hecho según los censos de población del INE. |

## Escudo
El blasón de Vallcebre tiene el siguiente blasonamiento: 
Escudo embaldosado: de azur, una flor de lis de argén acompañada de ocho estrellas de argén puestas en orla. Por timbre, una corona mural de pueblo.
Fue aprobado el 12 de enero de 1994.
La flor de lis y las estrellas son los atributos de la Madre de Dios, patrona del pueblo.

## Cultura
La iglesia parroquial está dedicada a Santa María y es de construcción reciente, ya que fue edificada en 1931, declarada en ruina en 1991 y vuelta a construir en el 2000. Cerca del núcleo del pueblo se encuentra la pequeña iglesia de Sant Julià de Fréixens. Fue construida en el siglo XII y es de estilo románico. Es de nave única con bóveda de cañón. Ha sido restaurada en diversas ocasiones por lo que queda poco de la edificación original.

## Economía
La mayor parte de la población se dedica al sector servicios. La agricultura de la zona es de secano, con cultivos de cereales y patatas. 